# Žalm 53
Žalm 53 („Bloud si v srdci říká: „Bůh tu není““) je biblický žalm. V překladech, které číslují podle Septuaginty, se jedná o 52. žalm. Žalm je nadepsán těmito slovy: „Pro předního zpěváka, při tanečním reji. Poučující, Davidův.“ Podle některých vykladačů toto nadepsání znamená, že žalm byl určen k tomu, aby jej při určitých příležitostech odzpívával zkušený zpěvák za přítomnosti krále z Davidova rodu pro jeho poučení, přičemž hebrejský termín al machalat (עַל־מָחֲלַת, „při tanečním reji“) považují za sporný. Tradiční židovský výklad však považuje žalmy, které jsou označeny Davidovým jménem, za ty, které sepsal přímo král David, a v Talmudu je uvedeno, že každý žalm, ve kterém je v nadepsání uveden hebrejský výraz maskil (מַשְׂכִּיל, „poučující“), byl přednášen prostřednictvím meturgemana (tlumočníka). Raši považuje hebrejský termín al machalat (עַל־מָחֲלַת, „při tanečním reji“) za odkaz na název doprovodného hudebního nástroje, který se měl při přednesu použít. Spis Šimuš Tehilim („Užití Žalmů“), jehož autorem je zřejmě židovský učenec Chaj Ga'on (939–1038), uvádí, že recitace 53. žalmu je nápomocná těm, kteří chtějí v řadách nepřátel vzbudit bázeň.